# Bruntál
Bruntál (deutsch Freudenthal, lateinisch Vallis Gaudiorum) ist eine Stadt im Okres Bruntál im Mährisch-Schlesischen Kreis in Tschechien.

## Geographie

### Lage
Die Stadt liegt in den Sudeten östlich des Altvatergebirges im Niederen Gesenke (Nízký Jeseník) im Tal des zur Mohra fließenden Schwarzbaches (Černý potok) umgeben von den Gipfeln des Uhlířský vrch (Köhlerberg, 672 m n.m.), dem basaltische Kegelrest eines erloschenen Vulkans, im Südwesten, Vodárenský vrch 599 m, Zadní Zelený vrch 563 m und dem Ziegenberg (Kozinec, 639 m). Weitere Erhebungen in der Umgebung sind der Venusberg (Venušina sopka, 655 m), der Grosse Räutenberg (Velký Roudný, 780 m) und der Kleine Räutenberg (Malý Roudný, 770 m). Die Bergbäche Buchseifen (Bukový potok), Kobel (Kobylí potok) und der Mühlbach (Vodárenský potok) verlaufen durch das Stadtgebiet.

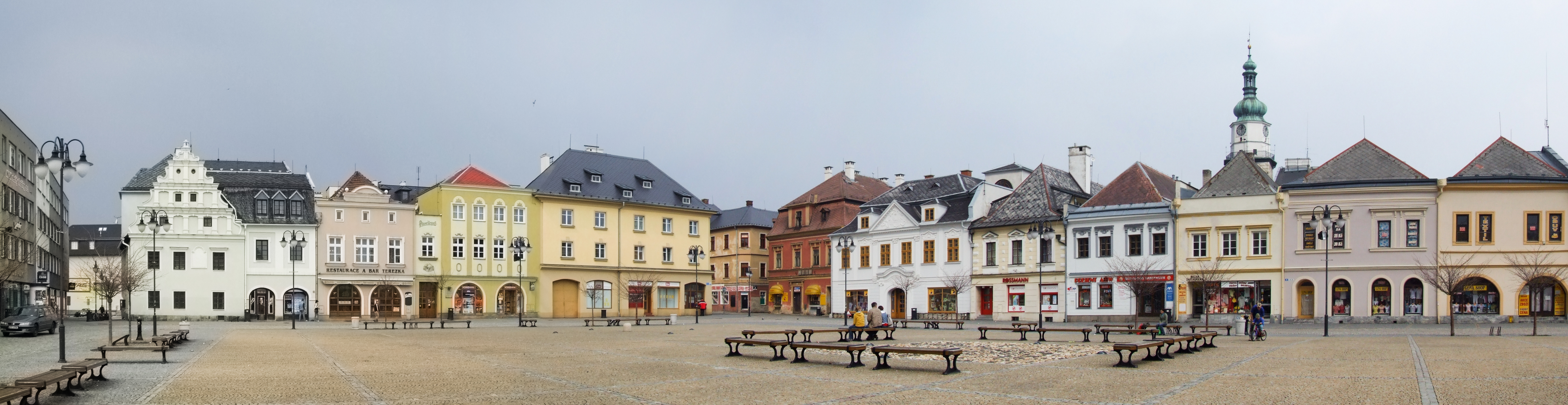
Marktplatz

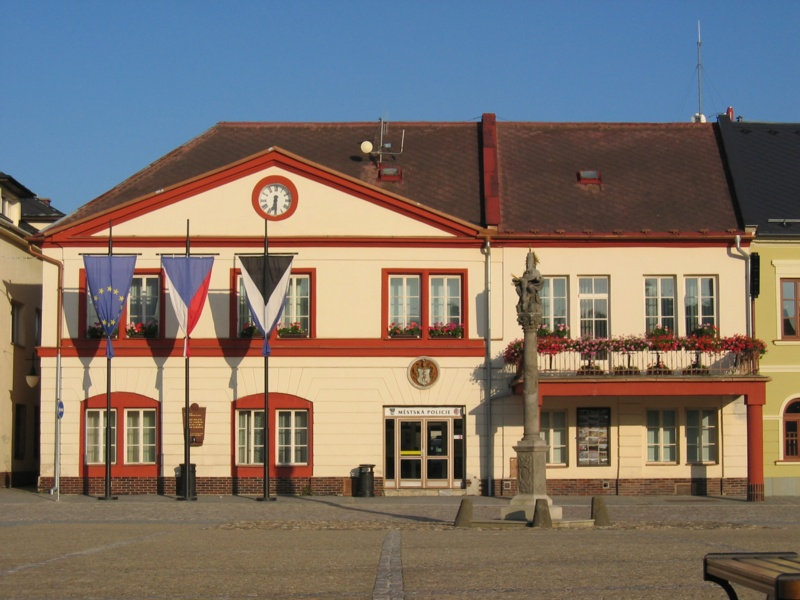
Rathaus

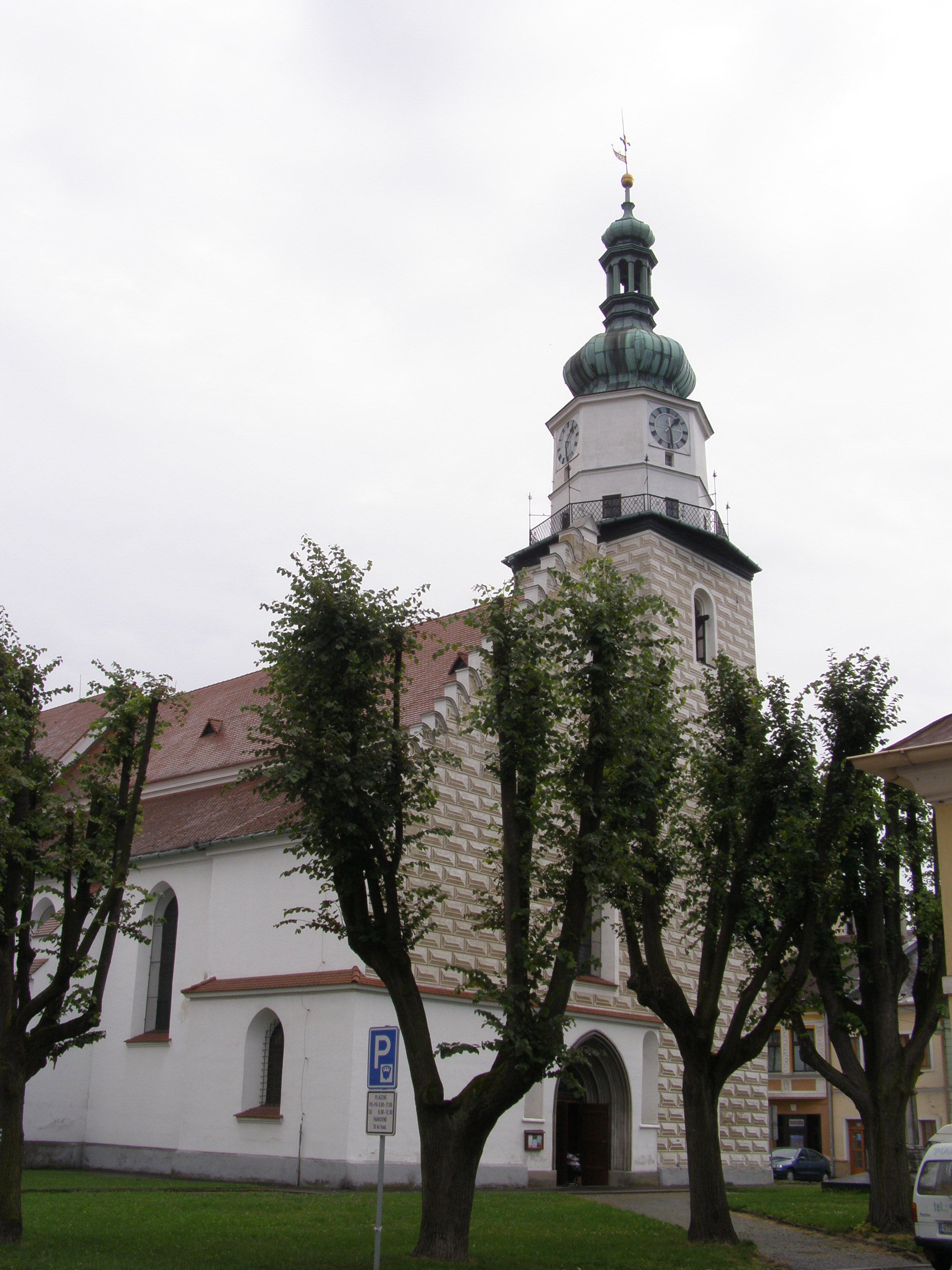
Pfarrkirche Mariä Himmelfahrt

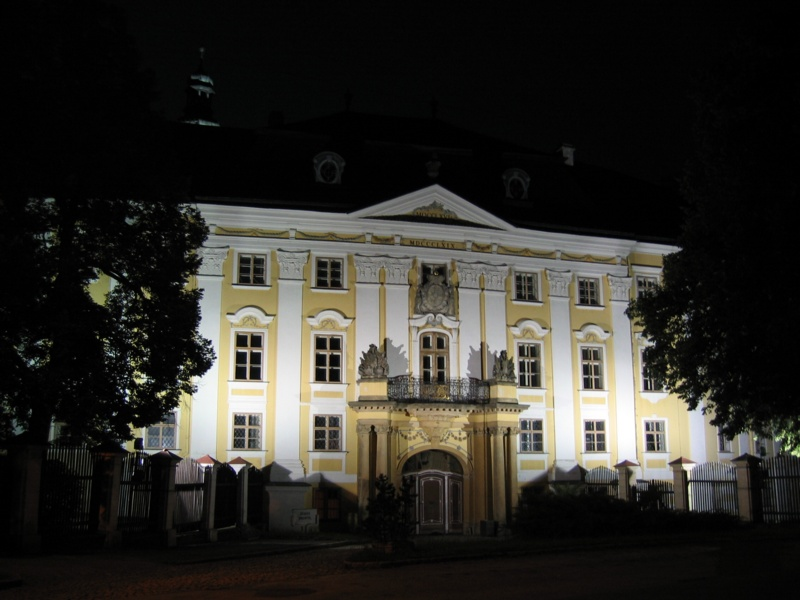
Schloss Freudenthal

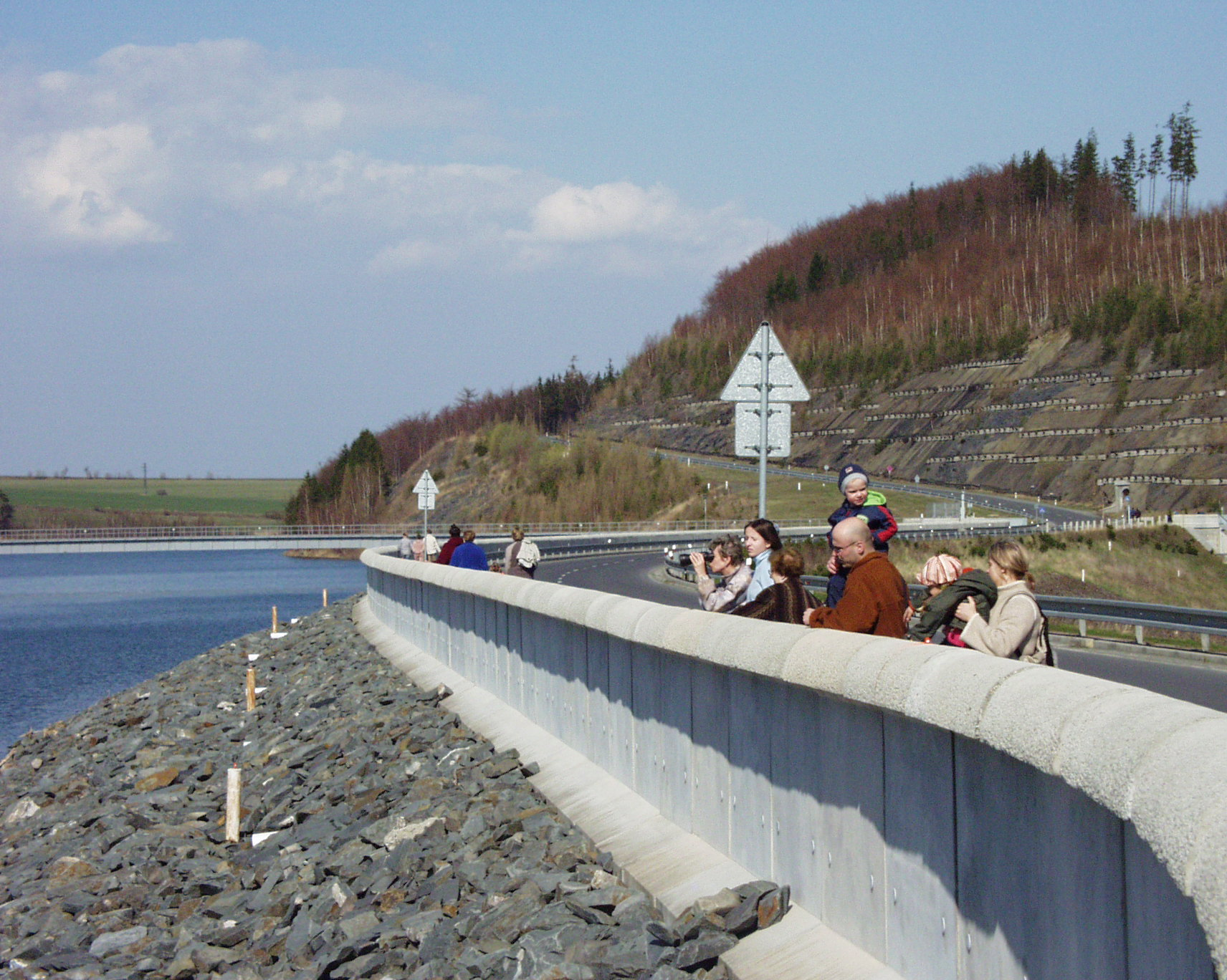
Stausee Schlesisch Hartau

### Stadtgliederung
| Ortsteile - Bruntál (Freudenthal) - Karlovec (Karlsberg) | Katastralgemeinden - Bruntál-město (Freudenthal-Stadt) - Karlovec (Karlsberg) | Grundsiedlungseinheiten Brožíkova, Bruntál-střed, Československé armády, Jesenická, Karlovec, Nemocnice, Olomoucké Předměstí, Pod Uhlířským vrchem, Pod Zeleným vrchem, Průmyslový obvod, Sídliště Dolní, Smetanova, Staroměstská, Uhlířský vrch, Zaječí vrch |

## Geschichte
Freudenthal wurde im Jahre 1213 gegründet und gehört neben Mährisch Neustadt zu den ältesten böhmischen Königsstädten. Es wird jedoch angenommen, dass die Stadtgründung bei der Wehrkirche der Unbefleckten Empfängnis in Altstadt erfolgte und die Stadt in der späten zweiten Hälfte des 13. Jahrhunderts auf einen strategisch günstigeren Platz verlegt wurde.
Bis zur Teilung von 1377 gehörte Freudenthal zum Herzogtum Troppau. Danach war die Stadt zeitweise im Besitz der Herzöge von Jägerndorf und der Herzöge von Ratibor und schließlich ab 1473 der Herren von Würben auf Freudenthal. Die Herrschaft wurde aus dem Herzogtum Jägerndorf ausgegliedert, wieder dem Herzogtum Troppau zugeschlagen und zu einer Minderherrschaft erhoben.
1474 wurde die Burg vom ungarischen König Matthias Corvinus belagert, eingenommen und zerstört.
Nach der Schlacht am Weißen Berg 1620 wurde die Herrschaft vom Kaiser konfisziert und an den Deutschen Orden verkauft. Von 1682 bis 1684 bestand das Herzogtum Freudenthal mit dem Hochmeister des Deutschen Ordens Johann Caspar von Ampringen als Landeshauptmann von Schlesien.
Über Jahrhunderte war der Bergbau, vor allem der Abbau von Edelmetallen, sehr bedeutend für Stadt und Region – der Bergmann im Stadtwappen weist auf diese Zeit hin.
Im 19. Jahrhundert kam es zur Industrialisierung. Wobei hauptsächlich die Textilindustrie mit Lederfabriken, Bleichereien, Spinnereien und Webereien von Bedeutung war. Bekannt war der Ort für die Produktion der begehrten schlesischen Hausleinwanden.
Ebenfalls entstanden in dieser Zeit die Olmützer Vorstadt, die Jägerndorfer Vorstadt und die Neusser Vorstadt. 1904 wurde der Jüdische Friedhof angelegt.
Bis 1918 war die Stadt der Sitz der Bezirkshauptmannschaft Freudenthal des Kronlandes Schlesien.
Nach dem Ersten Weltkrieg kam Freudenthal aufgrund der Bestimmungen des am 10. September 1919 unterfertigten Vertrags von Saint-Germain zur neu geschaffenen Tschechoslowakei. Durch das Münchner Abkommen wurde Freudenthal 1938 zusammen mit dem Sudetenland dem Deutschen Reich zugesprochen und gehörte bis 1945 zum Landkreis Freudenthal im Regierungsbezirk Troppau im Reichsgau Sudetenland.
Nach dem Zweiten Weltkrieg kam Freudenthal zusammen mit dem Sudetenland wieder an die Tschechoslowakei zurück. Die überwiegende deutsche Bevölkerungsgruppe wurde vertrieben. Ihr Vermögen wurde konfisziert; auch die katholische Kirche wurde enteignet.
Von 1960 bis 2002 war die Stadt der Sitz des Okres Bruntál. Eingemeindet wurden in dieser Zeit Oborná (1964), Kočov und Staré Město (1967), Dlouhá Stráň, Jelení, Karlovec, Kunov, Mezina, Milotice nad Opavou, Nová Pláň, Nové Heřminovy und Valšov. Dlouhá Stráň, Mezina, Moravskoslezský Kočov, Staré Město und Valšov lösten sich 1990 wieder los, im Jahr darauf folgten Milotice nad Opavou, Jelení, Nové Heřminovy und Oborná sowie 1992 Nová Pláň. Im Jahre 2019 wurde schließlich Kunov nach Nové Heřminovy ausgemeindet, um die durch geänderte Rechtslage nicht mehr zulässige Teilung des Katastralgebiets von Nové Heřminovy zwischen zwei Gemeinden zu beseitigen.
Ortsname
- tschechisch Bruntál, deutsch Freudenthal (1325 Vreudenthal, 1397 Frewdenthal, 1405 Fraydintal, 1560–1945 Freudenthal, 1771 Freydenthal), polnisch Bruntal, schlesisch Brůntal, latein. Vallis Gaudiorum, Vrudental (1220 Freudenthal, 1238–1263 Vreudendal, 1263 Vrudental, 1290 Wreudenthal, Freudentala, Vreudenthal, Vrudenthal).
- tschechisch Karlovec, deutsch Karlsberg, polnisch Karłowiec.

Ursprünglich wurde die deutsche Bezeichnung Freudental verwendet, die in alten Schriften als Vreudendal (1238), Vrudental (1263), Wrowdintal (1306) belegt ist. Die tschechische Namensform Bruntál ist erstmals 1456 nachweislich und bezieht sich wahrscheinlich auf den Olmützer Bischof Bruno von Schauenburg, während dessen Amtszeit die Stadt an heutiger Stelle neu angelegt wurde.
In manchen Sprachen existieren daher zwei Bezeichnungen:
- Russisch: Брунталь, Фройденталь
- Jiddisch: פרויידנטל (Frojdental, Froydental)
- Griechisch: Μπρουντάλ (Bruntal)
- Litauisch: Bruntalis
- Arabisch: برونتال (Brūntāl), hebräisch: ברונטאל (Bruntal)

## Bevölkerung
Bevölkerungsentwicklung bis 1945
| Jahr | Einwohner | Anmerkungen                                                                                    |
| ---- | --------- | ---------------------------------------------------------------------------------------------- |
| 1834 | 3.608     | deutsche Einwohner                                                                             |
| 1854 | 3.700     |                                                                                                |
| 1861 | 4.034     | Stadtgemeinde 5.519                                                                            |
| 1880 | 7.595     |                                                                                                |
| 1900 | 7.759     | deutsche Einwohner, Stadtgemeinde 8.060                                                        |
| 1910 | 8.066     | davon 7.725 Katholiken, 229 Evangelische und 97 Israeliten (16 Tschechen/Slowaken, zehn Polen) |
| 1921 | 8.077     | Stadtgemeinde 8.597                                                                            |
| 1930 | 9.547     | davon 396 Tschechen und Slowaken, 8.904 Deutsche, 10 Juden, elf Polen; Stadtgemeinde 9.905     |
| 1939 | 9.569     | davon 535 Evangelische, 8.876 Katholiken, 34 sonstige Christen und 14 Juden                    |

Bevölkerungsentwicklung nach Ende des Zweiten Weltkriegs
(Stand: 31. Dezember des jeweiligen Jahres)
| Jahr | Einwohner |
| ---- | --------- |
| 1947 | 06.376    |
| 1960 | 08.725    |
| 1970 | 11.728    |
| 1980 | 17.318    |
| 1990 | 19.387    |

| Jahr | Einwohner |
| ---- | --------- |
| 2000 | 17.847    |
| 2010 | 17.156    |
| 2020 | 15.908    |
| 2022 | 15.415    |

## Politik

### Bürgermeister
- 1809–1814: Franz Josef Thiel
- 1817–1833: Cyrill Riedel (1766–1839), Fabrikant
- 1833–1834: Karl Kurzweil
- 1834–1840: Josef Fenz
- 1840–1847: Florian Schneider
- 1847–1859: Franz Rudolf Wohlfarth
- 1864–1876: Anton Luft (1748–?), Fabrikant im Maschinenbau
- 1876–1887: Gustav Gabriel
- 1887–1888: Friedrich Kurzweil (1840–1912), Fabrikant
- 1901–1919: Wenzel Franz Olbrich (1846–1930), Fabrikant
- 1919–1922: Alois Plischke (1868–?)
- 1923–1938: Rudolf Bayer (1885–1949), Rechtsanwalt
- 1938–1945: Walter Kindermann (1894–1959), Baumeister

Bruntáls Bürgermeister seit Ende 2006 ist František Struška (ČSSD). Die Stellvertreter sind Václav Mores (SNK; Partei der freien Kandidaten) und Petr Rys (Bruntál 2006–2010).

### Städtepartnerschaften
- Sebnitz in Sachsen, Deutschland
- Büdingen in Hessen, Deutschland
- Opole in der gleichnamigen Woiwodschaft, Polen
- Castellarano in der Emilia-Romagna, Italien
- Štúrovo, Slowakei
- Plungė, Litauen

In Memmingen befindet sich das Freudenthal-Altvater-Heimatmuseum.

## Sehenswürdigkeiten
Der historische Stadtkern einschließlich des Schlosses Freudenthal (Zámek Bruntál) wurde zur Denkmalzone erklärt. Zu den bekannten Denkmälern gehören die Pfarrkirche Maria Himmelfahrt, das Gabrielhaus, die Piaristenkirche der Maria Trösterin mit Kloster, das Gesellschaftshaus, die Kapelle St. Michael, die Mildner-Villa und die Evangelische Kirche am Stutenteich.
Zu der auf dem Uhlířský vrch (Köhlerberg) gelegenen, weithin sichtbaren Wallfahrtskirche „Maria Hilf“ (Kostel Panny Marie Pomocné) führt eine fast zweihundert Jahre alte vierreihige Lindenallee.
Die hussitische Kirche (Kostel církve československo husitské), die Gebäude der Berufsschule und die Kommerzbank wurden in den 1990er Jahren rekonstruiert.
Am Ufer des Stausees Slezská Harta steht die barocke Kirche St. Johannes von Nepomuk.

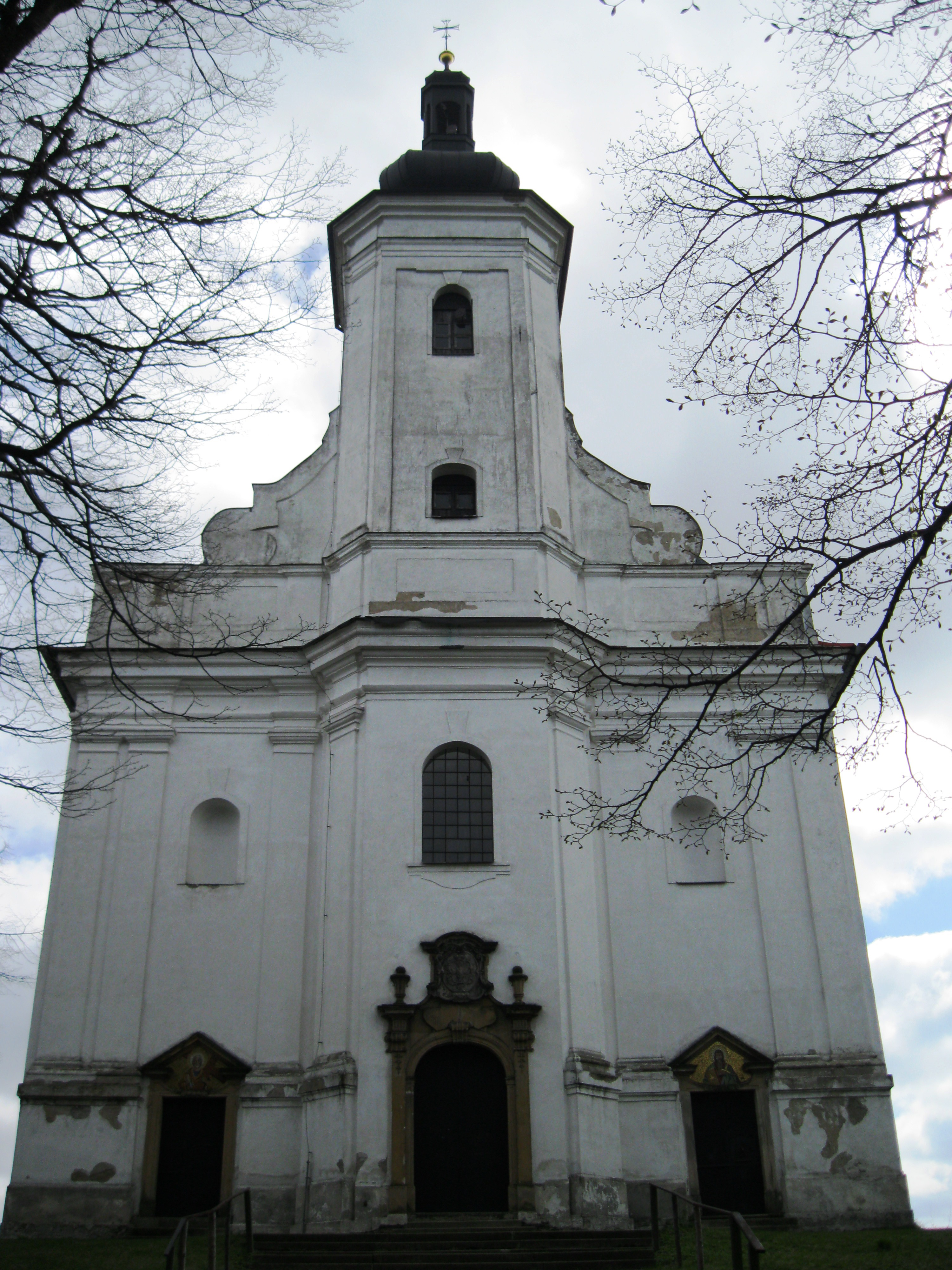
Wallfahrtskirche Maria Hilf
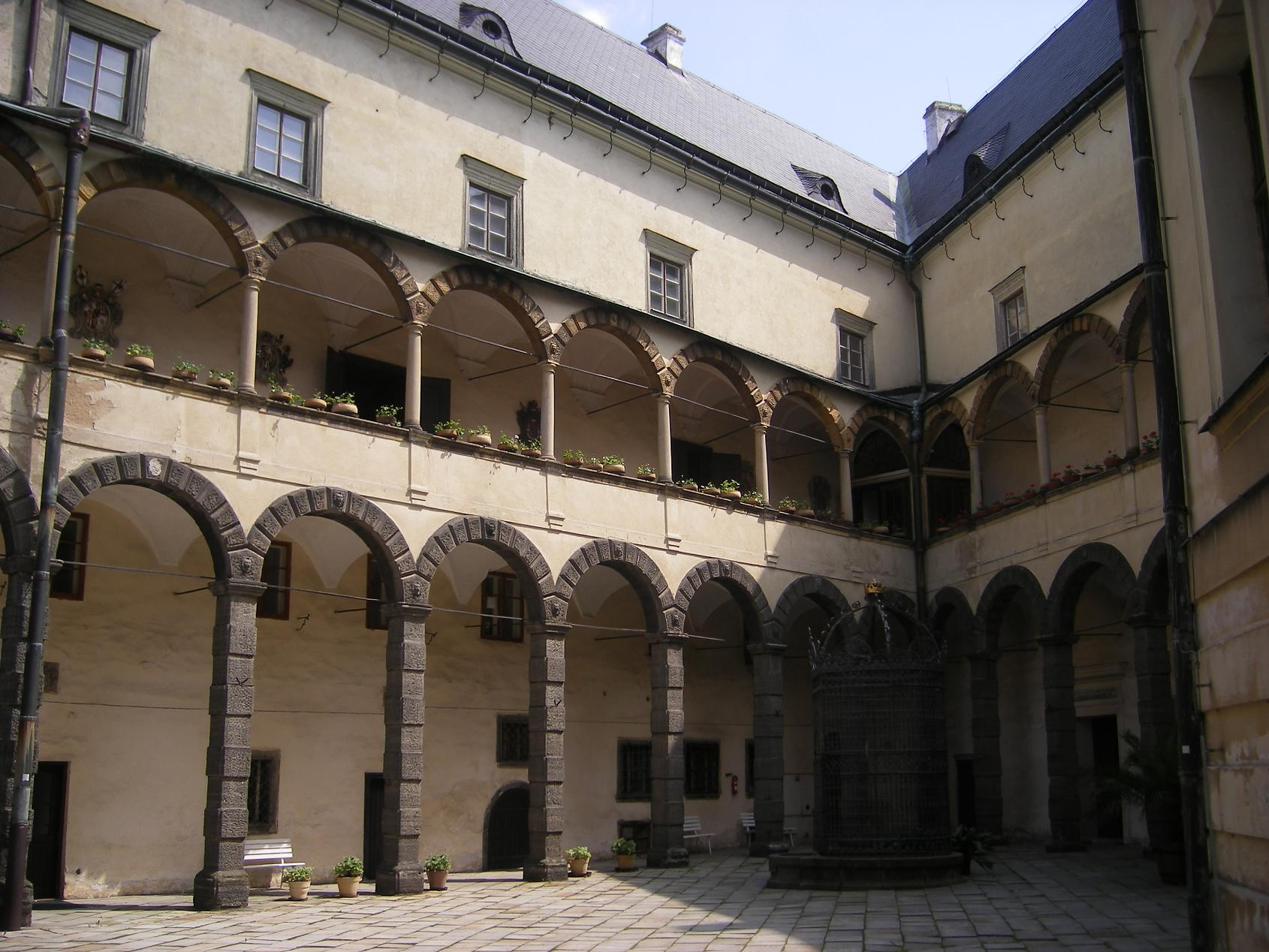
Schlossmuseum Freudenthal, Innenhof
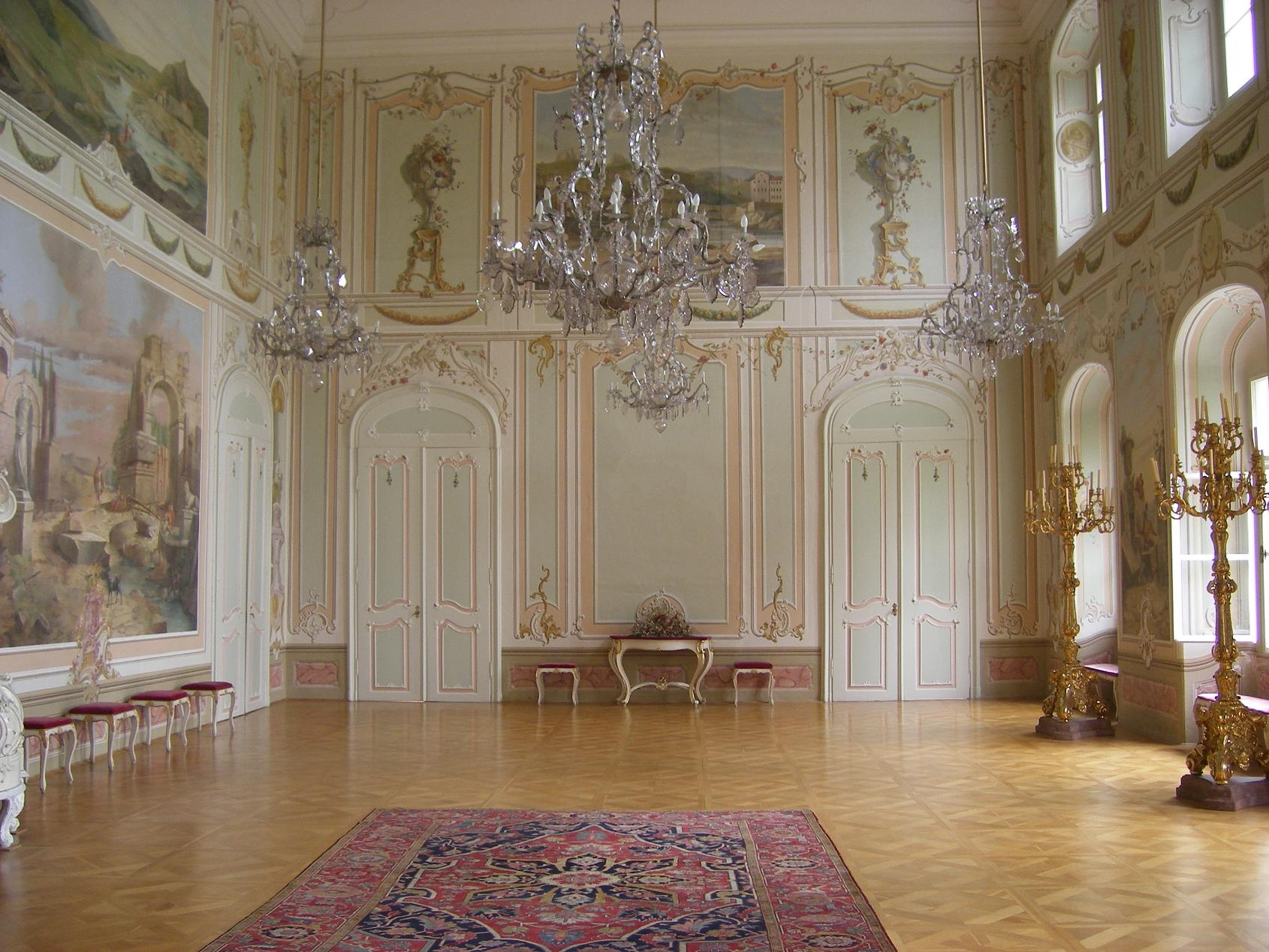
Schlossmuseum, Residenzsaal der Deutschordensmeister
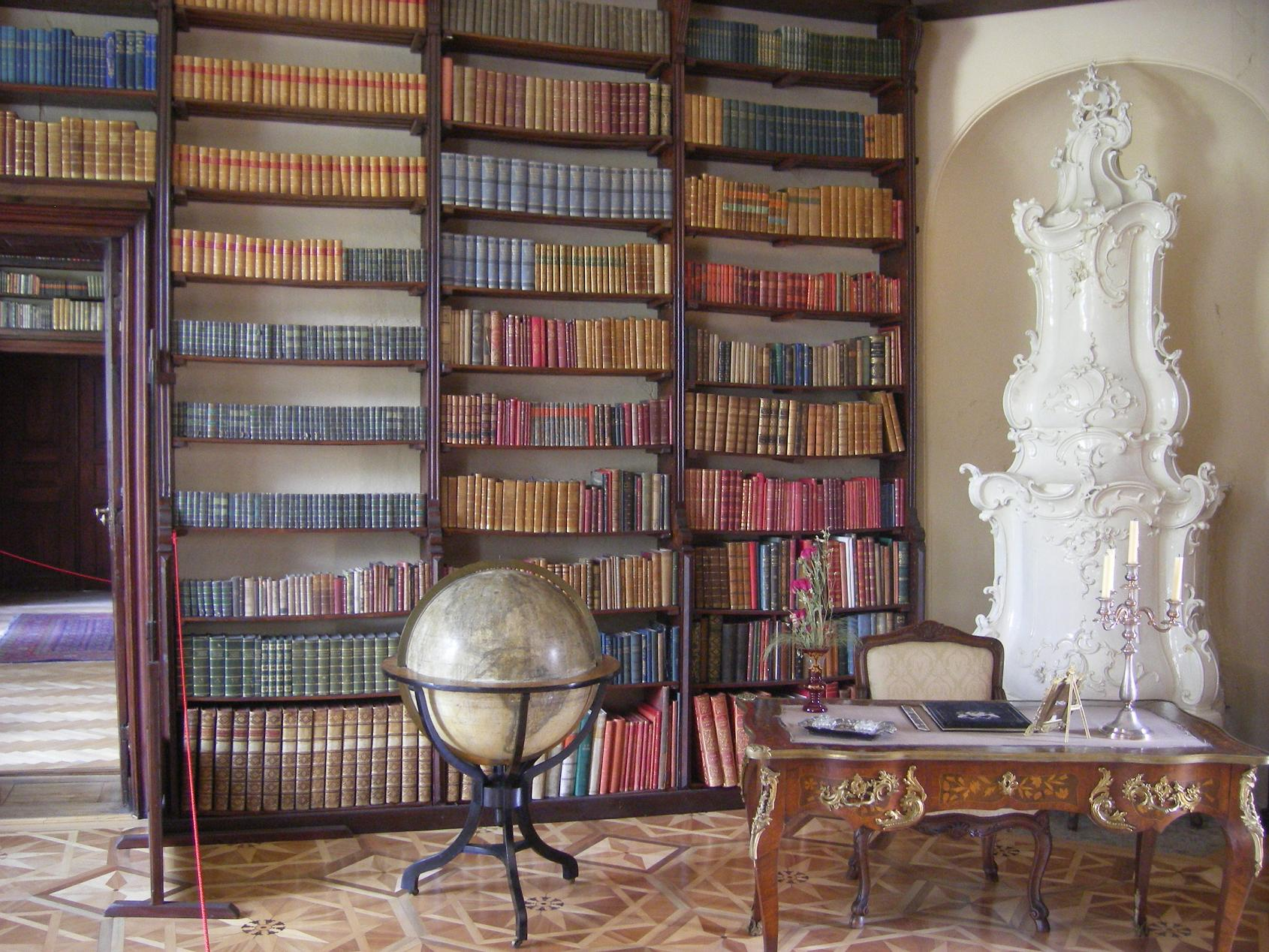
Schlossmuseum, Bibliothek

## Wirtschaft

### Industrie
Nach Februar 1948 kam es zu einer schrittweisen Stilllegung oder Enteignung von Betrieben mit örtlicher Bedeutung – Mühlen, Sägewerke, Schlachthöfe, Bierbrauereien, kleine Wasserkraftwerke, Kleingewerbe und die traditionelle Textilindustrie.
In den 1970er und 1980er Jahren entstanden ein Hydrometallurgiebetrieb, eine Kunststoffpresserei, Zentralwerkstätten, ČSAO, ČSAD und andere. Im Bezirk wurde eines der größten Staatsgüter in der Republik geschaffen.
Nach 1989 kam es zur Schließung zahlreicher Großbetriebe und zu einer Verlagerung auf den Dienstleistungssektor und das Kleingewerbe.

### Fremdenverkehr
Trotz einer Reihe ökologischer Probleme, die die Folgen unüberlegter Eingriffe in die Natur sind, gehört die Region Bruntál mit ihren Naturschönheiten zu den touristischen Attraktionen der Mährisch-Schlesischen Region.

## Verkehr

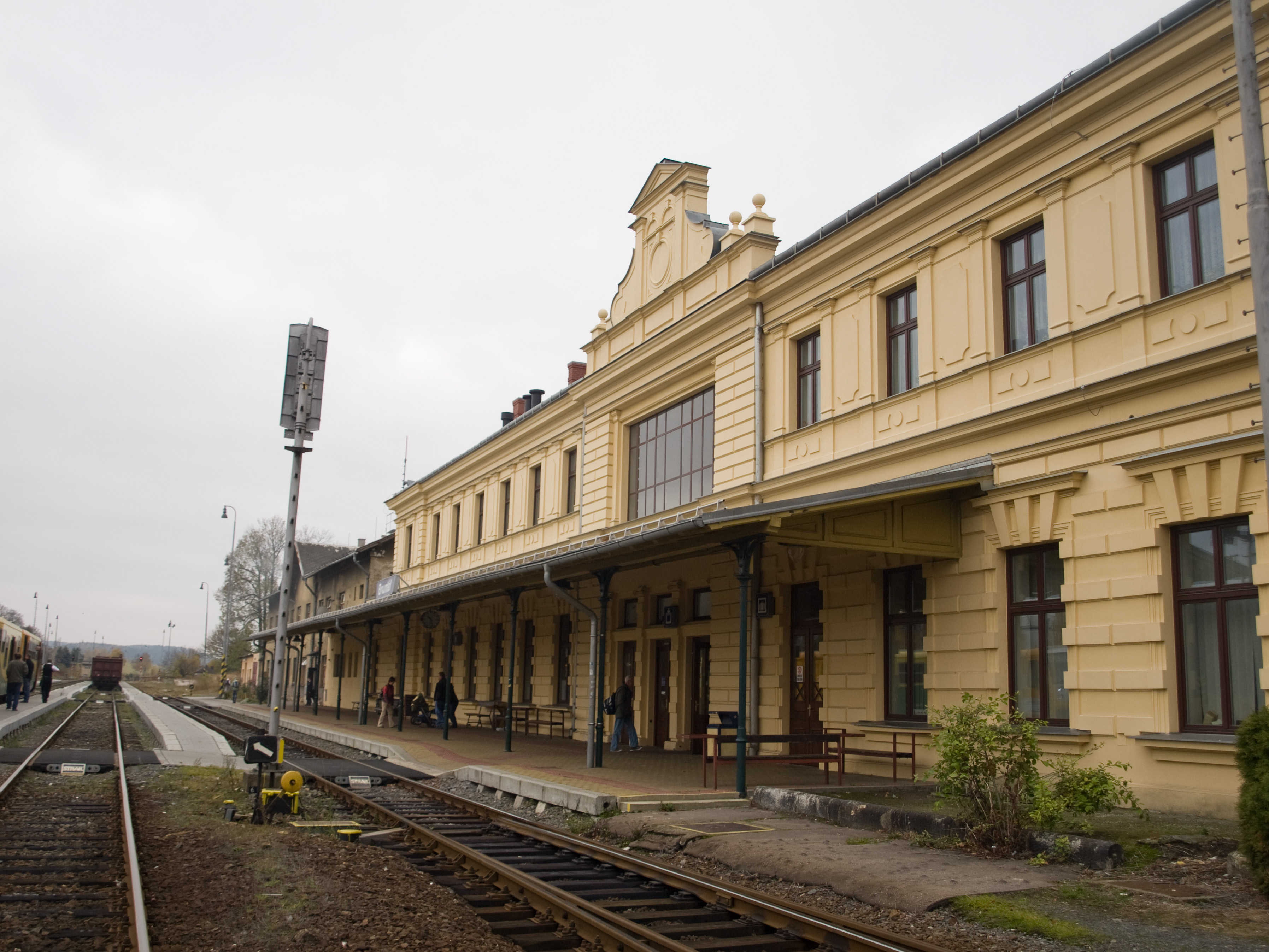
Bahnhof Bruntál

Der Bahnhof befindet sich an der Bahnstrecke Olomouc–Opava východ (Krnov). An Wochenenden fahren auch Züge auf der hier abzweigenden Nebenbahn nach Malá Morávka.
Von Jägerndorf führt ebenfalls eine Chaussee, die heutige I/45 nach Olmütz, welche in der Stadt die Straße I/11 (Königgrätz-Jablunkau) kreuzt.

## Söhne und Töchter der Stadt
- Johann Riedel (1654–1736), Bildhauer und Ordensmitglied der Jesuiten
- Joseph Krones (1797–1832), Schauspieler
- Therese Krones (1801–1830), Schauspielerin
- Franz von Neumann der Ältere (1815–1888), Architekt
- Josef Englisch (1835–1915), österreichischer Urologe und Chirurg
- Karl Quidenus (1839–1904), österreichischer Architekt und Stadtbaumeister
- Ernst Ludwig (1842–1915), österreichischer Chemiker
- Anton Müller (1848–1932), österreichischer Architekt
- Fritz Quidenus (1867–1928), deutscher Maler und Grafiker
- Ernst Berl (1877–1946), österreichischer Chemiker
- Bruno Hanns Wittek (1895–1935), Lyriker, Erzähler und Dichter
- Paul Proksch (1911–2008), Maler, Graphik- und Textildesigner
- Irena Anders (1920–2010), polnische Bühnenschauspielerin und Sängerin
- Friedrich Nather (1924–2009), Bauingenieur und Professor
- Wolfgang Niesner (1925–1994), Graphiker
- Adolf Kutschker (1929–2009), deutscher Dichter und Schriftsteller
- Hertha Scholz-Peschke (* 1929), Kunstschaffende
- Helmut Richter (1933–2019), deutscher Schriftsteller, vor allem bekannt als Textdichter des Liedes Über sieben Brücken mußt du gehn
- Karl Schnith (1934–1999), Mittelalterhistoriker
- Jörg K. Hoensch (1935–2001), deutscher Historiker
- Wolfgang Peter Woseipka (* 1939), bildender Künstler
- Sigfried Held (* 1942), Fußballspieler- und trainer
- Wolfgang Michalka (* 1943), Zeithistoriker
- Iva Bittová (* 1958), Musikerin und Schauspielerin
- Oldřich Machala (* 1963), Fußballspieler- und trainer
- Leo Gudas (* 1965), Eishockeyspieler und -trainer
- Martin Lukeš (* 1978), Fußballspieler
- Dennis Moronge (* 1982), kenianischer Skilangläufer, lebt in Bruntál
- Lubomír Petruš (* 1990), Cyclocross- und Straßenradrennfahrer
- Diana Mezuliáníková (* 1992), Mittelstreckenläuferin